# Julien Guiomar
Julien Guiomar, celým jménem Julien Joseph Charles Marie Guiomar (3. května 1928 Morlaix – 22. listopadu 2010 Agen), byl francouzský divadelní, filmový a televizní herec.

## Život a kariéra
Narodil se ve městě Morlaix v Bretani. Vyučil se zubařem, stejně jako jeho otec. Později začal navštěvovat herecké kurzy pod vedením Pierra Renoira a Reného Simona.
V roce 1950 začal hrát v divadle, později působil pět let v pařížském divadle Théâtre national populaire, společně se svým hereckým kolegou Jeanem Vilarem.
V roce 1966 debutoval ve filmu snímkem Srdcový král. Během své kariéry ztvárnil širokou škálu charakterů, největší popularity ale dosáhl v 70. letech jako představitel vedlejších, ale výrazných rolí v komediích jako Manželé z roku II (1971), Hořčice mi stoupá do nosu (1974), Nenapravitelný (1975), Křidýlko nebo stehýnko (1976), Zvíře (1977), Jeden hot a druhý čehý (1978) nebo Prohnilí (1984), ve kterých se objevil po boku J.-P. Belmonda, Luise de Funèse, Pierra Richarda nebo Philippa Noireta. Často ho obsazoval režisér Claude Zidi. Do češtiny byl obvykle dabován Čestmírem Řandou starším.
Četně spolupracoval také s televizí. Na divadle vystupoval do roku 1975.
Zemřel na srdeční chorobu v roce 2010. Je pohřben ve francouzské obci Monpazier v departementu Dordogne.

## Filmografie (výběr)
- 1966 : Srdcový král (Le Roi de cœur), režie Philippe de Broca
- 1967 : Zloděj z Paříže (Le Voleur), režie Louis Malle
- 1968 : Osamělá vlčice (La Louve solitaire), režie Edouard Logereau
- 1969 : Mléčná dráha (La Voie lactée), režie Luis Buñuel
- 1969 : Z (Z), režie Costa-Gavras
- 1970 : Borsalino (Borsalino), režie Jacques Deray
- 1970 : Heroin (La Horse), režie Pierre Granier-Deferre
- 1971 : Hlavně v klidu! (Doucement les basses), režie Jacques Deray
- 1971 : Manželé z roku II (Les Mariés de l'an II), režie Jean-Paul Rappeneau
- 1973 : Nejpomatenější rozum (La Raison du plus fou), režie François Reichenbach
- 1973 : Sukničkář Colinot (L'Histoire très bonne et très joyeuse de Colinot Trousse-Chemise), režie Nina Companéez
- 1974 : Hořčice mi stoupá do nosu (La Moutarde me monte au nez), režie Claude Zidi
- 1974 : Tendre Dracula (Tendre Dracula), režie Pierre Grunstein
- 1975 : Nelítostný souboj (Adieu poulet), režie Pierre Granier-Deferre
- 1975 : Nenapravitelný (L'Incorrigible), režie Philippe de Broca
- 1975 : Vzpomínky na Francii (Souvenirs d'en France), režie André Téchiné
- 1976 : Barocco (Barocco), režie André Téchiné
- 1976 : Křidýlko nebo stehýnko (L'Aile ou la cuisse), režie Claude Zidi
- 1976 : Mado (Mado), režie Claude Sautet
- 1977 : Smrt darebáka (La Mort d'un pourri), režie Georges Lautner
- 1977 : Zvíře (L'Animal), režie Claude Zidi
- 1978 : Jeden hot a druhý čehý (La Zizanie), režie Claude Zidi
- 1979 : Přinutím vás žít (Je vous ferai aimer la vie), režie Serge Korber
- 1980 : Bar s telefonem (Le Bar du téléphone), režie Claude Barrois
- 1980 : Inspektor Popleta (Inspecteur la Bavure), režie Claude Zidi
- 1980 : Jsem fotogenický (Sono fotogenico), režie Dino Risi
- 1983 : Dědoušek se dal na odboj (Papy fait de la résistance), režie Jean-Marie Poiré
- 1983 : Seber si svých pět švestek (Un chien dans un jeu de quilles), režie Bernard Guillou
- 1984 : Georges Bizet: Carmen (Carmen), režie Francesco Rosi
- 1984 : Prohnilí (Les Ripoux), režie Claude Zidi
- 1987 : Poslední léto v Tangeru (Dernier été à Tanger), režie Alexandre Arcady
- 1992 : Léolo (Léolo), režie Jean-Claude Lauzon